# Gare de Cromarty
La gare de Cromarty est un point d'arrêt facultatif à Cromarty dans la province du Manitoba au Canada. La gare est desservie par la compagnie Winnipeg – Churchill train,.

## Service des voyageurs

### Accueil
Halte voyageurs disposant d'un simple « poteau indicateur »

### Desserte
Cromarty n'est desservie que sur la demande des voyageurs.